# Peral de Arlanza
Peral de Arlanza település Spanyolországban, Burgos tartományban. Peral de Arlanza Palenzuela, Valles de Palenzuela, Santa María del Campo, Torrepadre, Cobos de Cerrato, Tabanera de Cerrato és Villahán községekkel határos. Lakosainak száma 170 fő (2024).

## Népesség
A település népessége az utóbbi években az alábbiak szerint változott:
| Lakosok száma | 240  | 223  | 205  | 167  | 153  | 165  | 166  | 169  | 175  | 170  |
|               | 2001 | 2004 | 2006 | 2009 | 2011 | 2014 | 2016 | 2019 | 2021 | 2024 |